# Fantasia (jogo eletrônico)
Fantasia (ファンタジア ミッキーマウス・マジック, lit. "Fantasia: Mickey Mouse Magic") é o título de um jogo eletrônico side-scrolling desenvolvido pela Infogrames e produzido pela Sega para o seu console Mega Drive. O jogo foi vagamente baseado no filme de mesmo nome.

## Enredo
"Enquanto o Feiticeiro Aprendiz dormia, a música de seu mestre foi roubada. Agora seus sonhos devem restaurar as notas para que a música possa tocar novamente." 

### Jogabilidade
No jogo, o jogador controla Mickey Mouse como o Aprendiz de Feiticeiro através de vários níveis de rolagem lateral em uma tentativa de coletar notas musicais que de alguma forma desapareceram enquanto ele estava dormindo. Os quatro níveis do jogo foram baseados em misturas dos segmentos de Fantasia, com cada tema em torno dos elementos: água (The Sorcerer's Apprentice, Dance of the Reed Flutes and Arabian Dance), terra (The Rite of Spring), ar, (Russian Dance, Pastoral Symphony and Dance of the Hours) e fogo (Night on Bald Mountain, Toccata and Fugue in D Minor). O jogador derrota vários inimigos saltando sobre eles ou coletando bolhas mágicas que podem ser usadas para atirar nos inimigos como projéteis. Em cada nível, o jogador coleta um certo número de notas mágicas ocultas para que a música seja tocada novamente.

## Desenvolvimento
A Sega foi inspirada pelo sucesso de Castle of Illusion e pelo 50º aniversário do filme de 1940 para criar o jogo. O produtor da Sega Scott Berfield, juntamente com Stephan L. Butler, acompanhou o desenvolvimento do jogo para garantir que ele permanecesse uma adaptação fiel. A equipe de desenvolvimento era composta por seis pessoas que não tinham experiência no desenvolvimento de jogos de console.
Com a pressão do rush de feriado e o lançamento de verão de Sonic the Hedgehog, o tempo para desenvolver o jogo foi apertado. Foi difícil replicar a animação e a qualidade da música do filme no console de 16 bits. Em maio, a Sega apresentou Fantasia na Consumer Electronics Show e em meados do verão foi apresentada no lançamento da Tec Toy.
Sem tempo para ajustar a jogabilidade ou polir os gráficos, o jogo foi enviado a tempo para a temporada de férias. Infelizmente, o lançamento de Fantasia foi recebido com reclamações de Roy E. Disney, que havia prometido ao seu tio Walt, que as adaptações de Fantasia não seriam feitas. O licenciamento acabou por ser concedido em erro. As vendas do jogo deveriam parar, todas as cópias não vendidas (5.000 aproximadamente) seriam destruídas e todos os anúncios sobre o jogo seriam removidos.

## Recepção
O jogo foi mal recebido, com a revista MegaTech dizendo que o jogo foi "uma enorme decepção. Mal projetado, sem graça e frustrante, com muito pouco apelo". A Mean Machines disse que apesar de parecer impressionante no início com "sprites excelentes e cenários deslumbrantes", "a jogabilidade é muito falha e existem vários recursos altamente irritantes que tornam a ação frustrante". A Mega colocou o jogo em 6º lugar na sua lista dos 10 piores jogos de Mega Drive de todos os tempos.